# Numico
Numico (niederländisch: Koninkliijke Numico N.V., Royal Numico N.V.) war ab dem 15. Januar 1998 bis zur Übernahme durch den Danone-Konzern im Jahr 2007 die Bezeichnung einer im Jahr 1896 gegründeten und ab 1901 Nutricia genannten niederländischen Produktions- und Handelsfirma für Babynahrung. 
Numico hatte vier Unternehmensbereiche: Babynahrung, Klinische Ernährung sowie Trink-Zusatznahrungen und Entwicklungs-/Forschungsbereich
Die wichtigsten Marken waren Nutricia, Cow & Gate, Milupa, Mellin, Dumex, Pfrimmer und SHS. 

## Geschichte
Die Ursprünge des Unternehmens reichen in das Jahr 1896 zurück als Martinus van der Hagen in Zoetermeer das Recht erhielt Babymilch auf der Grundlage von Kuhmilch herzustellen. Neun Jahre später wurde das Nutricia-Milch genannte Produkt bereits exportiert. 1981 erwarb der Konzern das Unternehmen Cow & Gate, welches vorwiegend Babynahrung für Großbritannien und Irland produzierte. Eine wichtige Übernahme im Bereich der Krankenhausernährung war die von Pfrimmer im Jahr 1991. 1995 folgte die Übernahme von Milupa. 
Im Juli 2007 veröffentlichte Danone ein Übernahmeangebot und kontrollierte zum Jahresende 2007 98,4 % der Numico-Aktien. Die Aktien des Unternehmens wurden von der Börse genommen. Inzwischen ist Numico vollständig in die Sparten Babynahrung sowie Clinical Nutrition von Danone integriert und wird mit den Marken Milupa sowie Nutricia fortgeführt. In Deutschland wurde die Marke SHS Anfang des Jahres 2009 mit der Marke Pfrimmer-Nutricia, welche den Markt der Klinikernährung bedient sowie Home-Care-Dienstleistungen erbringt, zusammengelegt.